# Бенен-ле-Сент-Авольд
Бенен-ле-Сент-Авольд (фр. Béning-lès-Saint-Avold) — коммуна на северо-востоке Франции, регион Гранд-Эст (бывший Эльзас — Шампань — Арденны — Лотарингия), департамент Мозель. Относится к кантону Фремен-Мерлебак. Коммуна расположена в геологическом лесистом массиве Варндт.

## Географическое положение
Бенен-ле-Сент-Авольд расположен в 330 км к востоку от Парижа и в 50 км к востоку от Меца.

## История
- Впервые упоминается в 1201 году.
- Входил в бывшую провинцию Лотарингия.

## Демография
По переписи 2011 года в коммуне проживало 1245 человек. 

## Достопримечательности
- Остатки древнеримской дороги.
- Вокзал Бенен, сооружен в 1865 году.
- Церковь Сент-Этьен (1723, перестроена в XVII веке).